# Sens życia według Monty Pythona
Sens życia według Monty Pythona (ang. – The Meaning of Life / Monty Python's The Meaning of Life) – brytyjska czarna komedia z 1983 roku w reżyserii Terry’ego Jonesa i Terry’ego GIlliama, pełnometrażowy film grupy Monty Pythona. Film składa się z serii komediowych skeczów dotyczących różnych etapów życia – od narodzin do śmierci.

## Obsada
- Graham Chapman – Ryba/Lekarz położnik/Harry Blackitt/Wymer/Hordern/Generał/Dr Livingstone/Drag queen/Eric/Prezes/Gość/Arthur Jarrett/Geoffrey/Tony Bennett
- John Cleese – Ryba/Dr Spenser/Humphrey Williams/Sturridge/Ainsworth/Kelner/Ponury Żniwiarz (Pan Śmierć)
- Terry Gilliam – Ryba/Walters/Zulus konferansjer/M'Lady Joeline/Pan Brown/Howard Katzenberg/Czyściciel okien
- Eric Idle – Ryba/Śpiewak/Pan Moore/Pani Blackitt/Watson/Atkison/Perkins/Ofiara/Pani Hendy/Człowiek w różowej marynarce/Noel Coward/Gaston/Angela
- Terry Jones – Ryba/Mamuśka z Yorkshire/Ksiądz/Biggs/Sierżant/Niezgrabny playboy/Pani Brown/Pan Creosote/Maria/Bert/Fiona Portland-Smyth/Marcin Luter (scena wycięta)
- Michael Palin – Ryba/Pan Pycroft/Ojciec z Yorkshire/Kapelan/Carter/Spadger/Starszy Sierżant/Pakenham-Walsh/Prezenterka/Pan Marvin Hendy/Harry/Kapelan/Debbie Katzenberg/Czyściciel okien

## Streszczenie
Film składa się z ciągu skeczy:
- Karmazynowe Ubezpieczenia Ostateczne (The Crimson Permanent Assurance). W tej satyrze na globalizację podstarzali urzędnicy biura ubezpieczeniowego podnoszą bunt przeciwko swym surowym korporacyjnym przełożonym, zajmując ich budynek i zmieniając go w okręt piracki, szturmując i obracając w ruinę gigantów światowej finansjery w licznych wielkich miastach, po czym spadają z krawędzi świata.

- Cud narodzin, część I jest satyrą na współczesną służbę zdrowia. Dwaj lekarze rozprawiają wyłącznie o technologii, ignorując pacjentkę, mąż nie może doświadczyć narodzin swojego dziecka[1].

- Cud narodzin, część II jest satyrą na życie religijne. Film zestawia ze sobą życie katolickiej rodziny z Yorkshire – która ze względu na swoją sytuację materialną sprzedała swoje dzieci na eksperymenty medyczne, ponieważ katolicyzm nie uznaje sztucznej antykoncepcji – z pełnym surowości życiem anglikańskiego pastora i jego rodziny[1].

- Dorastanie i nauka – grupa uczniów obserwuje, jak ich nauczyciel demonstruje ze swoją żoną techniki uprawiania seksu[1].

- Walka – początkowo akcja przenosi się na front I wojny światowej, gdzie pod ostrzałem wroga żołnierze wręczają tort i prezenty swojemu dowódcy. Drugi fragment rozgrywa się podczas wojny zuluskiej w okresie brytyjskiego kolonializmu. Podczas intensywnych walk z Zulusami brytyjscy oficerowie zdają się nie zwracać uwagi na otaczającą ich rzeczywistość[1].

- Wiek średni – w scenie w restauracji kelner informuje parę w średnim wieku, że filozofia to „próba skonstruowania realnej hipotezy wyjaśniającej sens życia”[1].
- Jesień życia – w scenie tej gargantuicznych rozmiarów patron restauracji, Mr. Creosote, objada się do momentu, aż jego wnętrzności eksplodują[1].
- Sens życia – wnętrzności Creosote’a zbiera Maria, sprzątaczka restauracji, która twierdzi, że „pracowała w gorszych miejscach”, w różnych placówkach instytucjonalnych – od Académie Française po Bibliotekę Kongresu[1].

- Śmierć – w tej scenie Śmierć odwiedza brytyjską parę i ich amerykańskich gości, przy czym świeżo zmarłym zajmuje sporo czasu uświadomienie sobie tego, co dla widzów jest oczywiste. Nawet wtedy nie chcą w to uwierzyć i żądają od Śmierci wyjaśnienia, jak to się stało, że wszyscy umarli w tym samym czasie[1].

Film kończy czytany przez prezenterkę telewizyjną (z kartki, w szybkim tempie) „sens życia”: „Staraj się być miły dla ludzi. Unikaj jedzenia tłuszczu. Czytaj od czasu do czasu dobrą książkę. Spaceruj trochę i staraj się żyć w pokoju i harmonii z ludźmi wszystkich wyznań i narodów”.